# Phytopathologie
Die Phytopathologie oder Pflanzenpathologie (englisch plant pathology, phytopathology) ist die Lehre von den Pflanzenkrankheiten. Neben anderen Wissenschaftsgebieten ist sie eine Teildisziplin der Phytomedizin.
Die meisten Kulturpflanzen haben während der Evolution eine hohe Widerstandskraft (Resistenz) gegenüber Krankheitskeimen (Pathogenen) der natürlichen Umgebung erworben sowie Strategien gegen Angreifer entwickelt (Pflanzliche Abwehr von Pathogenen und Herbivoren). Erkrankungen von Nutzpflanzen stellen die Nahrungsproduzenten in Landwirtschaft und Gartenbau alljährlich vor neue Herausforderungen im Pflanzenschutz. Bei der Nahrungsproduktion bedeuten Pflanzenkrankheiten Verluste durch Qualitätsminderung und Ertragsreduzierung oder sogar vollständiger Ernteausfall. Selbst Krankheitserreger, die auf dem Erntegut haften, können durch ihre Stoffwechselaktivität Toxine erzeugen, die eine Freigabe für den menschlichen Verzehr verhindern.
Durch wissenschaftliche Erkenntnisse über die Erreger und ihre Lebenszyklen wurden wirksame Verfahren zur systematischen Vorbeugung (Prophylaxe) und kurativen Bekämpfung der Krankheiten erarbeitet. Die Krankheiten können u. a. durch Pilze, Protisten, Bakterien oder Viren verursacht und über Wind oder Tiere übertragen werden.
Neben den in den Industriestaaten verbreiteten biologischen und chemischen Fungiziden sind zur Krankheitsabwehr auch traditionelle Verfahren wie weite Fruchtfolgen, Verwendung krankheitsresistenter Saatgutsorten sowie ökologische Landwirtschaft von Bedeutung. Da sich viele Sorten der Kulturpflanzen in ihrer Anfälligkeit gegenüber Krankheitserregern und Schädlingen wesentlich unterscheiden, hat die Resistenzzüchtung hier eine große Bedeutung.

## Beispiele
- Echter Mehltau
- Falscher Mehltau
- Feuerbrand der Kernobstgehölze (ein Bakterium)
- Kraut- und Knollenfäule der Kartoffel
- Mutterkornpilz
- Scharka-Krankheit
- Schrotschusskrankheit
- Tabakblauschimmel
- Tabakmosaikvirus
- Ulmensterben